# Верховье (Югское сельское поселение)
Верховье — село в Череповецком районе Вологодской области.
Входит в состав Югского сельского поселения (с 1 января 2006 года по 8 апреля 2009 года входило в Шалимовское сельское поселение), с точки зрения административно-территориального деления — в Шалимовский сельсовет.
Расстояние до районного центра Череповца по автодороге — 54 км, до центра муниципального образования Нового Домозерова по прямой — 26 км. Ближайшие населённые пункты — Бойново, Вельямиково, Кузнецово.
По переписи 2002 года население — 20 человек (10 мужчин, 10 женщин). Всё население — русские.